# NGC 4799
NGC 4799 (другие обозначения — UGC 8043, MCG 1-33-25, ZWG 43.66, IRAS12526+0310, PGC 44017) — спиральная галактика (Sc) в созвездии Девы.
Распределение излучения H-альфа в галактике показывает яркий внутренний диск и имеет более тусклое протяжение в западной части диска. Кривая вращения имеет правильную и симметричную форму и прослеживается до эффективного радиуса галактики.
Этот объект входит в число перечисленных в оригинальной редакции «Нового общего каталога».